# Pannekoek (Groningen)
Pannekoek is een streekje in de gemeente Groningen. Het ligt aan de westrand van de gemeente, vrijwel op de grens met de gemeente Westerkwartier.
Pannekoek bestaat uit een doodlopend weggetje langs de Zuidwending vanaf het Hoendiep bij de Poffert. De naam komt waarschijnlijk van een café dat hier ooit aan het Hoendiep heeft gestaan.